# 下姆沙納

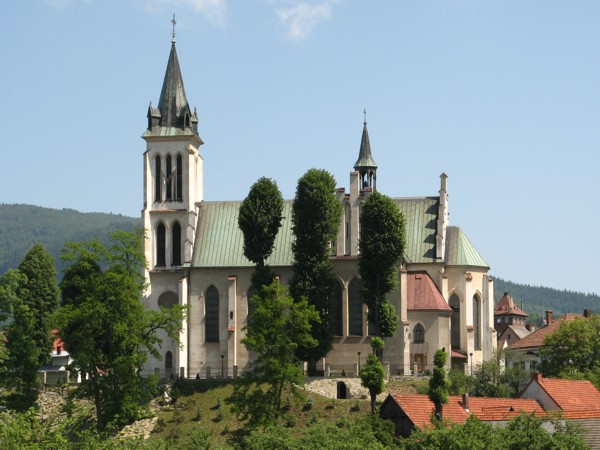

下姆沙納是波蘭的城鎮，位於該國南部，距離首府克拉科夫50公里，由小波蘭省負責管轄，面積27.1平方公里，最高點海拔高度968米，2006年人口7,529。

## 外部連結
- http://www.mszana-dolna.pl（页面存档备份，存于）
- Jewish Community in Mszana Dolna（页面存档备份，存于） on Virtual Shtetl

49°40′32″N 20°04′30″E / 49.67556°N 20.07500°E